# Seseli puberulum
Seseli puberulum är en flockblommig växtart som beskrevs av Dc. Seseli puberulum ingår i släktet säfferötter, och familjen flockblommiga växter. Inga underarter finns listade i Catalogue of Life.